# Torneo Cuadrangular 1958
Het Torneo Cuadrangular 1958 was de zevende editie van deze Uruguayaanse voetbalcompetitie en werd gespeeld van 25 april tot en met 17 mei 1959. De titel ging voor de vierde maal naar Club Nacional de Football.

## Teams
Voor het Torneo Cuadrangular mochten de ploegen meedoen die in 1958 in de top-vier van de competitie waren geëindigd. Hierdoor kon CA Defensor hun titel niet verdedigen; zij waren slechts zevende geworden. IA Sud América maakte hun debuut in het Torneo Cuadrangular. Dit zou uiteindelijk hun enige deelname aan het toernooi zijn.
| Club                      | Kwalificatie | Deelnames | Titels               |
| ------------------------- | ------------ | --------- | -------------------- |
| CA Peñarol                | Kampioen     | 6         |                      |
| Club Nacional de Football | Nummer 2     | 6         | 3 (1952, 1954, 1956) |
| Rampla Juniors FC         | Nummer 3     | 3         | 1 (1953)             |
| IA Sud América            | Nummer 4     |           |                      |

## Toernooi-opzet
Het toernooi werd gespeeld in de april en mei 1959. Omdat de ploegen zich via de competitie van 1958 hadden gekwalificeerd heette het Torneo Cuadrangular 1958, hoewel de wedstrijden pas in de eerste helft van 1959 plaatsvonden. De vier deelnemers speelden een halve competitie tegen elkaar en de ploeg die de meeste punten behaalde werd eindwinnaar. Het toernooi was een Copa de la Liga; een officieel toernooi, georganiseerd door de Uruguayaanse voetbalbond (AUF).

## Toernooiverloop
In de eerste wedstrijd won Club Nacional de Football met ruime cijfers van Rampla Juniors FC (5–2). Nacional werd direct de enige koploper, omdat CA Peñarol en IA Sud América niet tot scoren kwamen tegen elkaar. Een week later vielen er maar liefst twaalf doelpunten: Peñarol versloeg Rampla Juniors met 4–2 en Nacional won met 6–0 van Sud América, de grootste uitslag in de toernooigeschiedenis. Sud América herstelde zich in de slotronde door van Rampla Juniors te winnen. De wedstrijd tussen Nacional en Peñarol, die pas een week daarna werd gespeeld, zou echter beslissen over de titel. Guillermo Escalada bracht Nacional na een klein kwartier op voorsprong. Halverwege de tweede helft scoorde Juan Hohberg de gelijkmaker namens Peñarol, maar dit was niet voldoende. Het bleef 1–1 en daarmee werd Nacional voor de vierde keer winnaar van het Torneo Cuadrangular. Ze scoorden in totaal twaalf goals, een record voor het toernooi.

### Eindstand
|    | Club                      | Sp. | W | G | V | Pnt. | DV | DT | DS |
| -- | ------------------------- | --- | - | - | - | ---- | -- | -- | -- |
| 1. | Club Nacional de Football | 3   | 2 | 1 | 0 | 5    | 12 | 3  | +9 |
| 2. | CA Peñarol                | 3   | 1 | 2 | 0 | 4    | 5  | 3  | +2 |
| 3. | IA Sud América            | 3   | 1 | 1 | 1 | 3    | 1  | 6  | –5 |
| 4. | Rampla Juniors FC         | 3   | 0 | 0 | 3 | 0    | 4  | 10 | –6 |

| Winnaar Torneo Cuadrangular 1958   |
| ---------------------------------- |
| Club Nacional de Football 4e titel |

1952 ·
1953 ·
1954 ·
1955 ·
1956 ·
1957 ·
1958 ·
1959 ·
1960 ·
1961 ·
1962 ·
1963 ·
1964 ·
1965 ·
1966 ·
1967 ·
1968